# Мансфилд Таун
«Ма́нсфилд Та́ун» (полное название — Футбольный клуб «Мансфилд Таун»; англ. Mansfield Town Football Club) — английский профессиональный футбольный клуб из города Мансфилд, графство Ноттингемшир, Восточный Мидленд. Образован в 1897 году. Домашние матчи проводит на стадионе «Филд Милл», вмещающем более 9 тысяч зрителей.
Выступает в Лиге 1, третьем по значимости дивизионе в системе футбольных лиг Англии.

## Достижения

### Лиговые
- Третий дивизион (в настоящее время уровень Лиги 1): чемпион, 1976/77[2]
- Четвертый дивизион (в настоящее время уровень Лиги 2): чемпион, 1974/75[2]
- Национальная конференция: чемпион, 2012/13[2]
- Центральный альянс: чемпион, 1919/20[3]

### Кубковые
- Трофей Футбольной лиги: победитель, 1986/87[2]
- ФА Трофи: финалист, 2010/11[2]